# Comarca da Mariña Central
A Mariña Central is een comarca van de Spaanse provincie Lugo. De hoofdstad is Mondoñedo, de oppervlakte 503,7 km² en het heeft 30.359 inwoners (2005).

## Gemeenten
Alfoz, Burela, Foz, Lourenzá, Mondoñedo en O Valadouro.